# En cas de malheur (1958)
En cas de malheur is een Frans-Italiaanse film van Claude Autant-Lara die werd uitgebracht in 1958.
De film is gebaseerd op de gelijknamige roman (1956) van Georges Simenon. 

## Synopsis
Na een gedeeltelijk mislukte roofoverval op een Parijse juwelier, wendt het jonge hoertje Yvette Maudet zich tot een gerenommeerde advocaat voor juridische bijstand. Zij heeft geen geld, maar ziet kans om hem te verleiden en zijn maîtresse te worden. De advocaat, een man van over de vijftig, beschadigt voor deze relatie zijn huwelijk en carrière. Ondertussen zet Yvette haar relatie met Mazetti, een jongeman van haar eigen leeftijd, verder. De spanningen komen in een stroomversnelling wanneer zij zwanger wordt. De driehoeksverhouding eindigt tragisch.

## Rolverdeling
| Acteur             | Personage                                                                          |
| ------------------ | ---------------------------------------------------------------------------------- |
| Brigitte Bardot    | Yvette Maudet, de jonge en verleidelijke dievegge                                  |
| Jean Gabin         | meester André Gobillot, een befaamd advocaat                                       |
| Franco Interlenghi | Mazetti, een student in de geneeskunde en Yvette's vasthoudende en jaloerse vriend |
| Edwige Feuillère   | Viviane Gobillot, de charmante vrouw van André                                     |
| Nicole Berger      | Jeanine, de dienstmeid van Yvette tijdens haar vrijwillige opsluiting              |
| Madeleine Barbulée | Bordenave, de secretaresse van Gobillot                                            |
| Jacques Clancy     | Duret, de bediende van Gobillot                                                    |
| Annick Allières    | Noémie, de vriendin en de medeplichtige van Yvette                                 |
| Gabrielle Fontan   | mevrouw Langlois, de buurvrouw van de juwelier                                     |
| Georges Scey       | meneer Blondel, de overvallen juwelier                                             |
| Julienne Paroli    | mevrouw Blondel, de vrouw van de juwelier                                          |